# 寺内正毅
寺内 正毅（てらうち まさたけ、旧字体：寺內 正毅、1852年3月25日〈嘉永5年閏2月5日〉 - 1919年〈大正8年〉11月3日）は、明治・大正期の日本の陸軍軍人、政治家。軍人としての階級は元帥陸軍大将。位階は従一位。勲等は大勲位。功級は功一級。爵位は伯爵。
書の雅号は桜圃、魯庵。「ビリケン宰相」の異名を持つ。
陸軍大臣（第7代）、外務大臣臨時兼任（第2次桂内閣・寺内内閣）、韓国統監（第3代）、朝鮮総督（初代）、内閣総理大臣（第18代）、大蔵大臣（第19代）などを歴任した。
明治から大正にかけて陸軍軍人として活躍し、第1次桂内閣では児玉源太郎の後任として陸軍大臣に就任した。以来、第1次西園寺内閣や第2次桂内閣でも陸軍大臣を務めた。その後、曾禰荒助の後任として韓国統監に就任し、日本への併合を推し進めた。韓国併合後は朝鮮総督に就任した。のちに内地に帰還すると、寺内内閣を発足させ、内閣総理大臣を務めるとともに、外務大臣や大蔵大臣といった国務大臣を兼任した。元帥府に列せられていることから、階級を呼称する際には元帥の称号を冠して「元帥陸軍大将」と称される。

## 生涯

### 生い立ち
嘉永5年（1852年）、周防国吉敷郡平井村（のちの山口県山口市）に長州藩士・宇多田正輔の三男として生まれる。出生名は宇多田 寿三郎。後に母猛子の弟にあたる寺内勘右衛門の養嗣子となる。

### 軍人として
1864年に奇兵隊の中では武士が中心として組織された多治比隊に入隊する。功山寺挙兵後の再編成の際に御楯隊に転籍し、三田尻で西洋銃の操作や国学を学んだ。15歳にして四境戦争に従軍。その後も戊辰戦争、箱館戦争と転戦した。箱館戦の時に18歳であった。
凱旋後の明治2年7月に山田顕義兵部大丞の勧奨に応じて京都でフランス流の軍学を学び、明治3年6月に兵部省第一教導隊を卒業して下士官となり、明治5年2月に大尉に昇進。
フランス留学を希望した寺内は1872年に陸軍を休職し語学を学んだが、その機会は訪れなかった。明治6年（1873年）に士官養成所陸軍戸山学校に入学し、翌年に卒業する。卒業後は新設された陸軍士官学校にスタッフとして所属し、生徒司令副官を務めた。
明治10年（1877年）に勃発した西南戦争では、当初後備部隊の大隊長に任じられたが前線を志願し、最大の激戦とされた田原坂の戦いで銃撃を受けて負傷して右手の自由をなくした。そのため、以降は実戦の指揮を執ることはなく、軍政や軍教育の方面を歩んだ。
1878年に士官学校生徒大隊司令官心得という職務を経た後、明治15年（1882年）閑院宮載仁親王の随員としてフランス留学する。翌年には駐在武官に任ぜられ、1886年までフランスに滞在した。帰国後は、陸軍大臣官房副長（1886年）、陸軍士官学校長（1887年）、第1師団参謀長（1891年）、参謀本部第一局長（1892年）とキャリアを重ねた。
明治27年（1894年）の日清戦争では兵站の最高責任者である大本営運輸通信長官を務めた。その後、歩兵第3旅団長（1896年）、教育総監（1898年）を経て、明治33年（1900年）より参謀本部次長に就き、義和団の乱では現地に赴いた。

### 政治家として

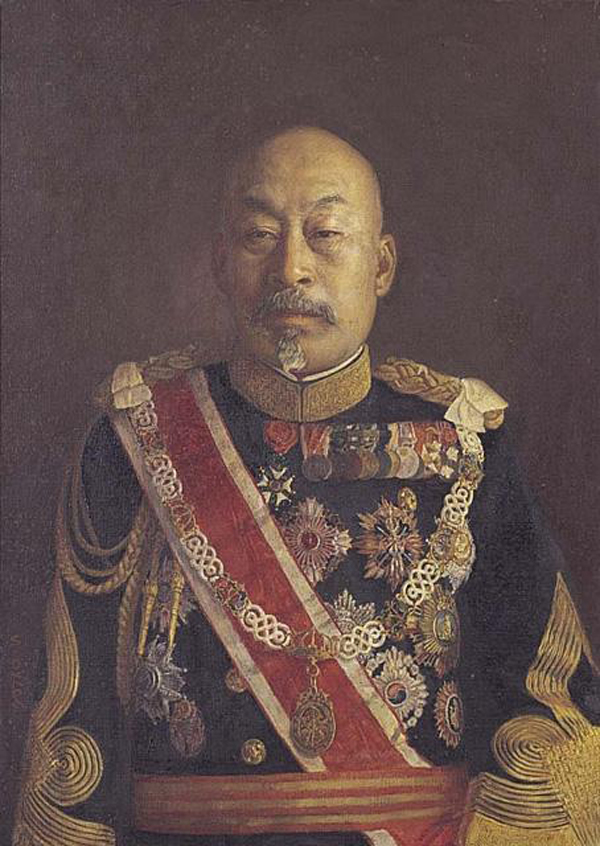
岡田三郎助筆『寺内正毅肖像画』

#### 陸軍大臣
第1次桂内閣（1901年6月2日 - 1905年12月21日）が成立すると陸軍大臣となり、日露戦争の勝利に貢献した。第1次西園寺内閣や第2次桂内閣（1908年7月14日 - 1911年8月25日）でも再び陸相を務めた。
明治39年（1906年）には南満洲鉄道設立委員長・陸軍大将に栄進した。明治40年（1907年）9月、戊辰・西南・日清・日露の各戦役の軍功によって子爵を授けられた。

#### 韓国統監・朝鮮総督
明治42年（1909年）10月26日のハルビンにおける伊藤博文暗殺後、第2代韓国統監・曾禰荒助が辞職すると明治43年（1910年）5月30日、陸相のまま第3代韓国統監を兼任し、同年8月22日の日韓併合と共に10月1日、朝鮮総督府が設置されると、引き続き陸相兼任のまま初代朝鮮総督に就任した。なお、陸相兼任は第2次西園寺内閣の成立で石本新六が陸相に就任するまで続いた。朝鮮総督は天皇に直隷し、委任の範囲内に於いて朝鮮防備のための軍事権を行使し、内閣総理大臣を経由して立法権、行政権、司法権にわたる多岐な権限を持った。寺内は憲兵に警察を兼務させる憲兵警察制度を創始し、朝鮮の治安維持を行ったことなどに対して、後に武断政治と評価された。明治44年（1911年）4月、韓国併合の功によって伯爵を授けられた。

#### 内閣総理大臣
大正5年（1916年）6月24日、元帥府に列せられる。10月16日に総督を辞任し、10月19日には内閣総理大臣に就任。朝鮮総督としての功績を認められてのことである。寺内の頭の形がビリケン人形にそっくりだったことから、これに超然内閣の「非立憲（ひりっけん）」をひっかけて「ビリケン内閣」と呼ばれた。時は第一次世界大戦の最中であり、寺内は大正7年（1918年）8月2日にシベリア出兵を宣言したが、米騒動の責任をとって9月21日に総辞職した。
寺内自身は内閣末期には既に病気がちであり、大正8年（1919年）11月2日、心臓肥大症、糖尿病の悪化のため平井赤十字病院において薨去。享年68。薨去直前の10月20日に危篤状態であることより従一位大勲位に昇叙。11月7日に芝増上寺にて葬儀が執り行われた。墓所は生誕地である山口市宮野に所在し、子息の寺内寿一の墓もそこにある。また、宮野には朝鮮関係などの書籍を寄贈した私設図書館「寺内桜圃文庫」を設立した。寺内桜圃文庫の書籍は戦後、山口県立大学に移され、さらに朝鮮関係の一部は韓国の慶南大学校に移管された。寺内桜圃文庫の元の建物は、2011年現在も山口県立大学に隣接する形で残されている。

## 栄典
位階
- 1874年（明治7年）3月8日 - 正七位[13]
- 1879年（明治12年）12月20日 - 従六位[13]
- 1884年（明治17年）10月20日 - 正六位[13][14]
- 1890年（明治23年）1月17日 - 従五位[13][15]
- 1894年（明治27年）10月10日 - 正五位[13][16]
- 1898年（明治31年）10月31日 - 従四位[13][17]
- 1902年（明治35年）4月11日 - 正四位[13][18]
- 1904年（明治37年）4月20日 - 従三位[13][19]
- 1907年（明治40年）5月10日 - 正三位[13][20]
- 1912年（明治45年）5月31日 - 従二位[13][21]
- 1919年（大正8年）10月20日 - 正二位[13][22]

爵位など
- 1907年（明治40年）9月21日 - 子爵[13][23]
- 1911年（明治44年）4月21日 - 伯爵[13][24]
- 1916年（大正5年）6月24日 - 元帥[13][25]

勲章など
| 受章年                     | 略綬 | 勲章名                   | 備考 |
| -------------------------- | ---- | ------------------------ | ---- |
| 1884年（明治17年）10月13日 |      | 勲四等旭日小綬章         |      |
| 1889年（明治22年）11月29日 |      | 大日本帝国憲法発布記念章 |      |
| 1892年（明治25年）11月29日 |      | 勲三等瑞宝章             |      |
| 1895年（明治28年）8月20日  |      | 功三級金鵄勲章           |      |
| 1895年（明治28年）8月20日  |      | 旭日中綬章               |      |
| 1895年（明治28年）11月18日 |      | 明治二十七八年従軍記章   |      |
| 1899年（明治32年）5月9日   |      | 勲二等瑞宝章             |      |
| 1901年（明治34年）12月27日 |      | 勲一等旭日大綬章         |      |
| 1902年（明治35年）5月10日  |      | 明治三十三年従軍記章     |      |
| 1906年（明治39年）4月1日   |      | 旭日桐花大綬章           |      |
| 1906年（明治39年）4月1日   |      | 功一級金鵄勲章           |      |
| 1906年（明治39年）4月1日   |      | 明治三十七八年従軍記章   |      |
| 1912年（大正元年）8月1日   |      | 韓国併合記念章           |      |
| 1915年（大正4年）11月10日  |      | 大礼記念章               |      |
| 1916年（大正5年）4月1日    |      | 金杯一組                 |      |
| 1916年（大正5年）4月1日    |      | 大正三四年従軍記章       |      |
| 1919年（大正8年）11月3日   |      | 大勲位菊花大綬章         |      |

外国勲章佩用允許
| 受章年                     | 国籍           | 略綬 | 勲章名                                         | 備考 |
| -------------------------- | -------------- | ---- | ---------------------------------------------- | ---- |
| 1886年（明治19年）2月5日   | フランス共和国 |      | レジオンドヌール勲章シュヴァリエ               |      |
| 1891年（明治24年）10月7日  | フランス共和国 |      | レジオンドヌール勲章オフィシエ                 |      |
| 1894年（明治27年）10月10日 | 安南帝国       |      | インペリアル・デュ・ドラゴン勲章コマンドゥール |      |
| 1896年（明治29年）5月4日   | ドイツ帝国     |      | 王冠星章付第二等勲章                           |      |
| 1897年（明治30年）6月18日  | ロシア帝国     |      | 一等聖スタニスラフ勲章                         |      |
| 1897年（明治30年）6月18日  | フランス共和国 |      | レジオンドヌール勲章コマンドゥール             |      |
| 1897年（明治30年）6月21日  | オスマン帝国   |      | 一等メディジディー勲章                         |      |
| 1899年（明治32年）7月31日  | 大清帝国       |      | 第二等第一双竜宝星                             |      |
| 1902年（明治35年）3月25日  | フランス共和国 |      | レジオンドヌール勲章グラントフィシエ           |      |
| 1903年（明治36年）12月8日  | ロシア帝国     |      | 白鷲勲章                                       |      |
| 1903年（明治36年）12月21日 | ドイツ帝国     |      | 赤鷲第一等勲章                                 |      |
| 1906年（明治39年）6月19日  | イギリス帝国   |      | バス勲章グランド・クロス                       |      |
| 1906年（明治39年）7月3日   | ドイツ帝国     |      | 金剛石装飾剣付赤鷲第一等勲章                   |      |
| 1907年（明治40年）1月17日  | シャム王国     |      | 白象第一等勲章                                 |      |
| 1907年（明治40年）1月17日  | 大韓帝国       |      | 大勲位李花大綬章                               |      |
| 1907年（明治40年）12月5日  | 大韓帝国       |      | 大勲位瑞星大綬章                               |      |
| 1907年（明治40年）12月17日 | 大清帝国       |      | 頭等第二双竜宝星                               |      |
| 1910年（明治40年）8月28日  | 大韓帝国       |      | 大勲位金尺大綬章                               |      |
| 1914年（大正3年）6月4日    | 中華民国       |      | 一等文虎勲章                                   |      |
| 1916年（大正5年）1月21日   | ロシア帝国     |      | 金剛石装飾神聖アレクサンドル・ネフスキー勲章   |      |

## 人物
- 几帳面で、制度構築や管理といった地味な仕事に対して有能であったが、同時に短気で人をよく叱った。木越安綱は寺内の伝記の追悼文で「泣くときに笑ひ怒るときに喜ぶといふ業は伯には出来なかった。悪く言へば人を操縦することが拙かった」と述べている[55]。
- 陸軍士官学校校長時は徹底的に生徒の管理を行い、仕事を終えても職場と目と鼻の先にある自宅から、望遠鏡で生徒の行動を監視していたという。また、有栖川宮熾仁親王が揮毫した士官学校の表札が錆びているのを見て、「そのような怠慢精神は皇室への不敬であり陸軍の恥辱である」と校長をひどく叱ったとされる。事細かい事に厳しかったため、士官学校校長時代に付けられたあだ名は「掃除係」、「重箱楊枝」であった[5]。
- 陸軍大臣在任中の1902年（明治35年）に起こった八甲田雪中行軍遭難事件では、全国の将校から寄付を募り、事件の翌年に生還者である後藤房之助伍長の銅像を建て、碑文を揮毫した。

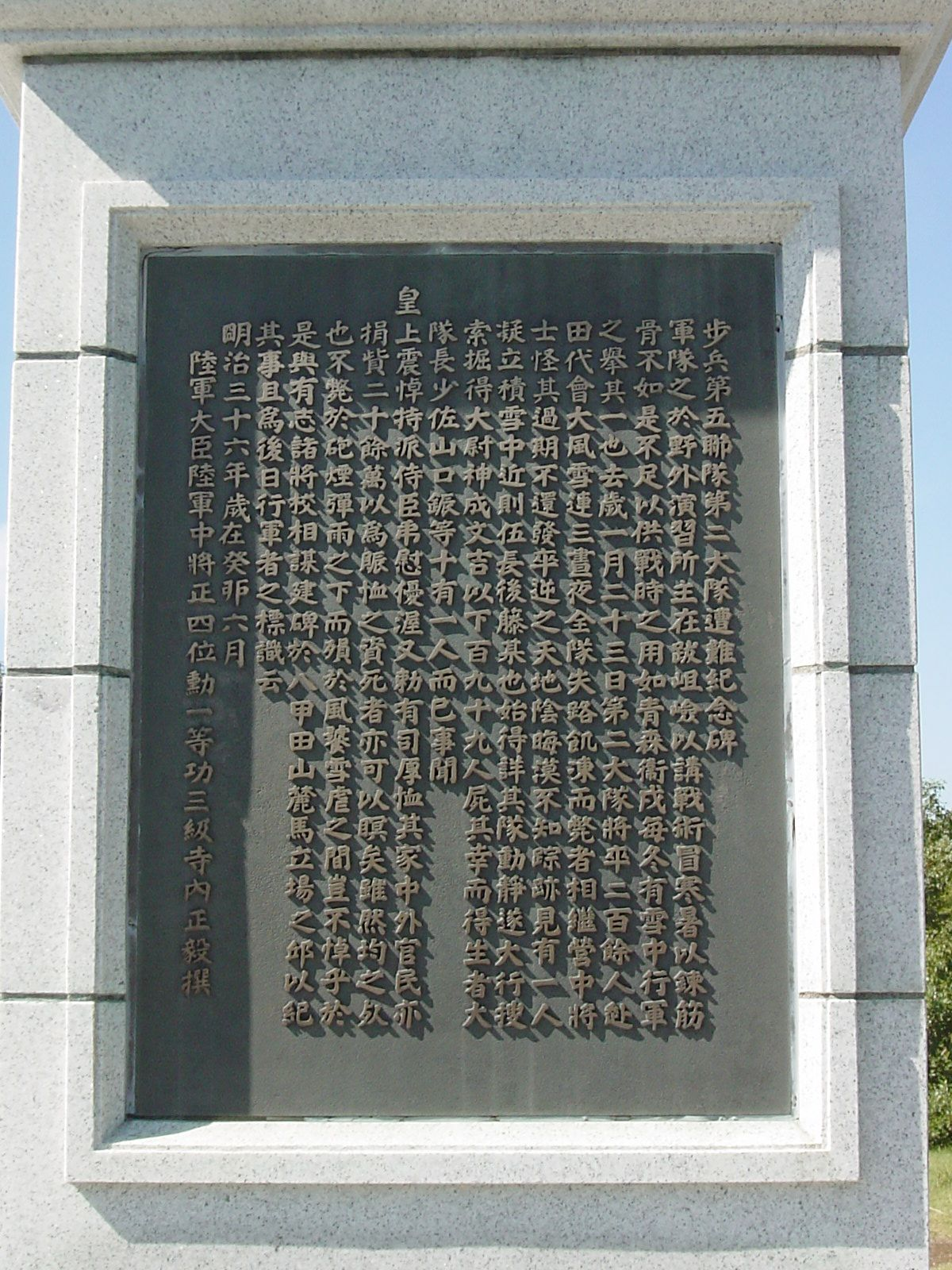
八甲田雪中行軍遭難事件記念碑文

- 西南戦争による負傷で右手に後遺症を負って以来、挙手の敬礼を左手によって行っていた（俗に左敬礼と呼ばれている）。駐在武官時代にオスマン帝国のアブデュルハミト2世に拝謁した際、イスラム教では不浄とされる左手で握手をしたことからスルタンは困惑したが、後にそれが戦傷によるものだと知って納得し、彼の勇敢さを称賛したという。
- 「ビリケン宰相」と揶揄されたが、寺内自身はこの愛称を気に入っていたらしく、ビリケン像を3体も購入していたといわれている[56]。
- 1910年8月22日の韓国併合条約に李完用と共に調印した後の晩餐会の席上において、「小早川 加藤 小西が 世にあらば 今宵の月を いかに見るらむ」という歌を詠んだことが知られる。挙げられた武将はいずれも豊臣時代の朝鮮出兵の武勲者であり、この歌は日韓併合について「明治の政治家や軍人たちは、豊臣秀吉の朝鮮侵略戦争の続きとして見ていたのです」（日本共産党『しんぶん赤旗』2007年12月22日）と批判的に扱われることもあるが、異説も存在する。この歌は小松緑の『朝鮮併合之裏面』が紹介したものだが、その中で小松は日韓併合と同じ5日間で行われたローマのジュリアス・シーザーがポントスを短期間で攻略したゼラの戦いと比較し、日韓併合を武力ではなく達成したととらえて寺内の歌を紹介し、外交の力で併合を達成した自分たちを誇った歌と見る[57]。
- 長男の寿一も元帥陸軍大将となった。日本軍史上、皇族を除き親子2代で元帥府に叙せられた唯一の例である。

## 家系
寺内家は、出羽国戸沢氏の庶流で、陸奥国行方郡寺内村に住して寺内を称したのに始まると伝わる。のちに周防国大内氏に仕え、ついで毛利氏に仕えるようになった家系である。

### 親族
- 先妻：タニ - 小田隼見の次女。1男4女を生んだ後に死去。
- 後妻：タキ - 長谷川貞雄の長女。1男を生む。
- 長男：寺内寿一 - 元帥陸軍大将。南方軍総司令官。正毅の没後、伯爵位を襲爵した。
- 次男：寺内毅雄 - 陸軍歩兵大尉（死後少佐に特進）。1929年（昭和4年）に病死したが、妻・あや子（中川健藏の娘）が同日に殉死して話題となった。
- 長女：澤子 - 児玉源太郎の長男・秀雄に嫁いだ。
- 四女：須恵 - 福羽逸人の子・真城に嫁いだ。
- 曾姪孫：宇多田ヒカル[60] - 寺内正毅の兄の子孫。ヒカルの祖父の宇多田二夫は寺内寿一のいとこにあたる。

## 銅像
寺内正毅の没後に三宅坂に北村西望作の馬上像があったが、戦争中に金属回収で溶解された。寺内正毅像があった場所には、昭和26年（1951年）に「平和の群像」という3人の裸女像が作られた。

## 関連作品
映画
- 日露戦争勝利の秘史 敵中横断三百里（1957年、演：宮島城之）
- 明治天皇と日露大戦争（1957年、演：広瀬恒美）
- 明治大帝と乃木将軍（1959年、演：守山竜次）
- 二百三高地（1980年、演：吉原正皓）
- 暗殺（2015年、演：イ・ヨンソク）

テレビドラマ
- アジアの曙（1964年、TBS、演：三津田健）
- 春の波涛（1985年、NHK大河ドラマ、演：阿部六郎）
- 静寂の声（1990年、朝日放送、演：織本順吉）
- 日出づる国の密使（1992年、毎日放送、演：大滝秀治）
- 虹を架ける王妃（2006年、フジテレビ、演：赤星昇一郎）

小説
- 『光と影』（1970年、文藝春秋、著：渡辺淳一）表題作が寺内正毅を題材としている。